# Ctenophthalmus fissurus
Ctenophthalmus fissurus är en loppart som beskrevs av Wagner 1928. Ctenophthalmus fissurus ingår i släktet Ctenophthalmus och familjen mullvadsloppor. Inga underarter finns listade i Catalogue of Life.